# کازوکو یوشیوکی
کازوکو یوشیوکی (انگلیسی: Kazuko Yoshiyuki؛ زادهٔ ۹ اوت ۱۹۳۵) هنرپیشه اهل ژاپن است. از فیلم‌هایی که وی در آن نقش داشته‌است، می‌توان به پونیو روی صخره کنار دریا، عزیمت‌ها،نوش جان ، امپراتوری هوس و وقتی مارنی آنجا بود اشاره کرد.